# Gertrud Heise
Pour les articles homonymes, voir Heise.
Gertrud Heise (née le 23 juillet 1921) est une garde et, plus tard, une surveillante SS dans plusieurs camps de concentration pendant la Seconde Guerre mondiale. Heise est née à Berlin, en Allemagne. Elle est jugée pour crimes de guerre en 1946.

## Seconde Guerre mondiale
En 1941, Heise rejoint les auxiliaires féminines de la Schutzstaffel et le 21 novembre 1941 arrive à Ravensbrück pour sa formation. En octobre 1942, elle est l'une des nombreuses femmes, y compris Hermine Braunsteiner, à être envoyées au camp de Majdanek près de Lublin en tant qu'Aufseherin. Les chambres à gaz commencent à fonctionner en septembre 1942, où plus de 79 000 personnes seront exterminées au cours des 34 mois de son fonctionnement.
Heise travaille dans le camp jusqu'en janvier 1944, lorsqu'elle accompagne d'un transport de femmes vers le camp de concentration de Płaszów, dans la banlieue de Cracovie. Elle y reste jusqu'à son affection à la garde de la marche de la mort vers Auschwitz-Birkenau à l'ouest pour échapper à l'avancer soviétique. À partir de là, elle garde un train d'évacuation de prisonnier en octobre 1944 vers Neuengamme près de Hambourg, en Allemagne. 
En novembre 1944, Heise est promue Oberaufseherin et est envoyée à Obernheide, un sous-camp de Neuengamme (un Lagerbordell exploités depuis le printemps de 1944 avec l'ensemble du personnel).
À Brême-Obernheide, elle et le SS-Hauptscharführer Johann Hille commandent 500 Hongroises et 300 Polonaises avec un taux très élevé de décès, avec des passages à tabac régulier et des privations de rations. Heise fuit Obernheide en avril 1945, avec les prisonnières survivantes, vers le camp de Bergen-Belsen.
Heise est capturée par les soldats britanniques et interrogée. Elle est alors accusée de crimes de guerre. Le 22 mai 1946, un tribunal britannique la condamne à une peine de 15 ans d'emprisonnement. Elle est libérée au bout de dix ans par la magistrature ouest-allemande. Gertrud Heise est considérée vivant à Hambourg dans les années 1970.